# Charles Wolfran Cornwall

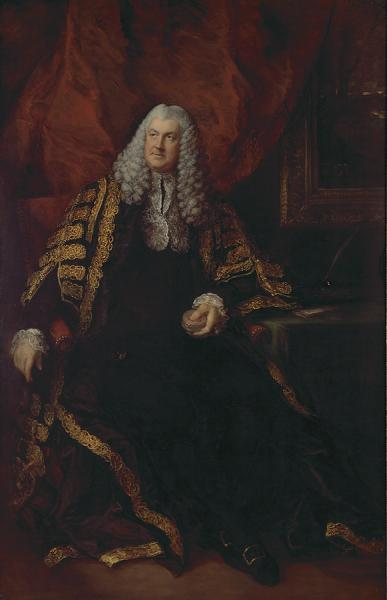
Porträt von Thomas Gainsborough

Charles Wolfran Cornwall (* 15. Juni 1735 in Winchester; † 2. Januar 1789 in London) war ein britischer Politiker. Er saß von 1768 bis 1789 im House of Commons und war ab 1780 Speaker of the House of Commons.
Charles Wolfran Cornwall war der einzige Sohn von Jacobs Cornwall und Elizabeth Forder. Er wurde zehn Tage später in der St. Thomas Church in Winchester getauft. Seine Eltern waren entfernte Cousines. Sie waren beide Urenkel von Humphrey Cornewall. Charles Wolfran Cornewall erhielt seine Vornamen nach seinem väterlichen Großvater Admiral Charles Cornewall und seinem mütterlichen Urgroßvater Captain Wolfran Cornewall. Sein Vater starb am 8. August 1736.
Obwohl einige familiäre Beziehungen zur Navy existierten, entschied er sich für eine juristische Karriere. Er besuchte ab 1748 die Schule in Winchester. Anschließend ging er an das New College, Oxford und absolvierte dann ab 1755 seine juristische Ausbildung am Lincoln’s Inn. Als sein kinderloser Onkel Sir Robert de Cornwall 1756 starb, erbte er ein beträchtliches Vermögen. 1757 wurde er Mitglied im Gray’s Inn und 1770 wurde er Barrister. Er widmete sich aber hauptsächlich der Politik.

## Politische Karriere
Cornwall heiratete am 17. August 1764 die Schwester von Charles Jenkinson, dem späteren 1. Earl of Liverpool. Von 1763 bis 1765 war er Commissioner for examining the German Accounts. Hierbei erwarb er gute Kenntnisse über die Vorgänge in der HM Treasury.
Nach den Wahlen 1768 wurde er Abgeordneter im House of Commons für Grampound bei der Wahl von 1768. Er wurde zu einem der häufigen Redner der Opposition. 1773 lehnte er einen von Frederick North angebotenen Posten in Bengalen zur Kontrolle der East India Compan ab.
Im Gegensatz zu einem Großteil seiner Oppostitionskollegen unterstützte er die Regierungsposition bezüglich der Amerikanischen Revolution. Ermutigt durch eine Meinungsverschiedenheit, eine Pension von £500, nach heutigen Wert etwa £68.000, und einem Sitz im Treasury Board, wechselte er 1774 auf die Regierungsseite. Bei den Wahlen 1774 wurde er für Winchelsea, einen Rotten borough, der von der HM Treasury verwaltet wurde, eingesetzt. Nach 10 Jahren vertrat er Reye, einen Rotten borough, der ebenfalls von der Treasury kontrolliert wurde.
1775 verkaufte er das Anwesen in Berrington, welches 10 Generationen im Besitz der Familie war, an den Abgeordneten Thomas Harley. Harley ließ Barrington Hall von Henry Holland und das Anwesen von Capability Brown umgestalten.
Am 22. September 1780 erfolgte die Ernennung zum Justice in Eyre nördlich des Trents. Die Sinecure war mit einem Gehalt von £100, etwa £14.000 in heutiger Währung, verbunden.

## Speaker of the House
Speaker Fletcher Norton hatte 1777 König Georg III. in einer Ansprache beleidigt. Als 1780 ein neues Parlament zusammenkam, wollte die Regierung Norton ersetzen. Sie führten mangelnde Gesundheit trotz der lautstarken Einwände von Norton an. Cornwall wurde von George Germain vorgeschlagen und von Welbore Ellis sekundiert. Am 31. Oktober 1780 wurde er zum Speaker gewählt. Der König schrieb von einer sehr respektablen Person für das Amt des Speaker. Kurz darauf wurde Cornwall Mitglied des Privy Council.
Als am 27. Februar 1786 die Abstimmung über die Befestigung von Portsmouth und Plymouth patt ausging, stimmte Cornwall dagegen. Dies ist ein frühes Beispiel für die heutige Speaker Denison’s rule.
Laut Nathaniel Wraxall „besaß Cornwall alle physischen Eigenschaften, die erforderlich sind, um den Ort zu schmücken – eine sonore Stimme, eine männliche sowie eine imposante Figur und ein gebieterisches Verhalten“. Laut dem Oxford Dictionary of National Biography „obwohl er als Redner nie eine Auszeichnung erlangte, demonstrierten seine häufigen und gut informierten Interventionen des Lehrstuhls Initiative und Urteilsvermögen Neuerung der parlamentarischen Anfragen im Mai 1783.“

## Tod
Cornwall war der erste Speaker of the House of Commons, der im Amt starb. Das letzte Mal saß er am 29. Dezember 1788 dem House vor. Danach erkrankte er an einer fiebrigen Erkältung. Am 2. Januar 1789 teilte der Clerk at the Table mit, dass der Speaker heute morgen verstorben sei.
Er wurde in der Kapelle des Hospitals of St Cross bestattet und erhielt ein Grabmal von John Francis Moore. Sein Vermögen erbte, da er kinderlos war, zuerst seine Frau und nach deren Tod Sir George Cornewall, ein entfernter Cousin.